# 秋田市雄和市民サービスセンター
秋田市雄和市民サービスセンター（あきたしゆうわしみんサービスセンター）は、秋田県秋田市雄和にある複合公共施設。愛称はユービス。略称は「雄和SC」。

## 概要
2005年（平成17年）の雄和町と秋田市との合併以来、従前の町役場は雄和市民センターとして存置されてきたが、秋田市の市民サービスセンター設置構想により、2011年（平成23年）5月16日に雄和市民サービスセンターに移行した。同日には河辺地区の河辺市民センター（従前の河辺町役場を河辺市民センターとして活用）も同様に河辺市民サービスセンター（愛称：カワベリア）へと移行しているほか、市北部の秋田市土崎港では北部市民サービスセンター（愛称：キタスカ）が新設されている。この市民サービスセンターは、秋田市の都市内地域分権構想に基づき、市役所の支所、公民館、コミュニティセンター、体育館、子育て支援等の機能を複合化し、市内7か所（中央、東部、西部、南部、北部、河辺、雄和。なお、中央地区の市民サービスセンターは秋田市庁舎内に設置）への整備を進めていたものである。
また、本施設は秋田市立雄和図書館と同一の建物となっている。雄和図書館は、1986年（昭和61年）に町役場が現在の建物に改築された際、役場建物と一体で整備され雄和町立図書館として開館（町役場機能は、1988年に新築移転し稼働）、2005年（平成17年）の秋田市との合併時に現名称へと改称した。
雄和市民センター時代の2007年（平成19年）に、旧議場を改装して地域活動センター（現・地域文化ホール）が整備されたほか、市民サービスセンター移行後の2011年7月4日に、子育て交流ひろばが新たに設置され、その後、2016年4月からは、雄和地区4小学校の統合校である雄和小学校開校にともない、旧小学校に対応する形で各小学校に併設されていた児童室（いずれも、秋田市の条例上は、児童館に当たらない施設だった）の機能を一本化する目的で、雄和児童センターを既存の施設（雄和農村環境改善センター）を改修の上で新たに設置されている。
雄和町時代からある、大正寺連絡所は、町役場の出先機関としての位置付けであったが、秋田市に編入されてからは、秋田市雄和市民センターの出先を経て、現在は当サービスセンター配下の出先機関として変遷している。

## 施設

### 1階
- 市民窓口
- 調理室
- 子育て交流ひろば
- 子育て相談室
- 洋室1

### 2階
- 子育て交流ひろば - 主として就学前の乳幼児とその保護者が利用対象。
- 地域文化ホール - 移動式観覧席98席とステージを有するホール。
- 洋室2～8
- 和室1～3
- 展示コーナー

### その他
- 秋田銀行御野場支店雄和市民サービスセンター出張所（店舗外ATM）

## 周辺
- 秋田市雄和農村環境改善センター（棟続きで設置）
  - 秋田市雄和児童センター
- 秋田市消防本部秋田南消防署雄和分署（敷地内の別棟で設置）
- 秋田東警察署雄和駐在所
- 秋田市立雄和体育館
- 秋田市社会福祉協議会雄和事務所
- 秋田市立雄和中学校
- 秋田市立雄和小学校
- 秋田なまはげ農業協同組合
  - 雄和支店
  - 雄和グリーンセンター
  - 園芸集出荷施設
- コメリ雄和店
- 雄和郵便局
- 高尾ハイヤー妙法営業所・事務所
- ローソン雄和石田店

## 交通アクセス
- 高尾ハイヤー秋田市マイタウン・バス南部線雄和Aコース/雄和Bコース/雄和川添コース/雄和種平コース「雄和市民サービスセンター」下車。